# Отворени садржај
Отворени садржај је неологизам скован по аналогији са отвореним кодом којим се описује свако креативно дело које је објављено у формату који експлицитно дозвољава умножавање и мењање његових података од стране било кога, уместо искључиво неке затворене организације, фирме или појединца. Највећи пројекат отвореног садржаја је Википедија.